# فرنسيس لونش
فرنسيس لونش (بالإنجليزية: Francis Lynch) هو سياسي أمريكي، ولد في 9 أغسطس 1920 في فيلادلفيا في الولايات المتحدة، وتوفي بنفس المكان في 31 مايو 1993. حزبياً، نشط في الحزب الديمقراطي. وقد انتخب عضو مجلس ولاية بنسيلفانيا وانتخب عضو مجلس نواب بنسيلفانيا.